# G350.1-0.3
G350.1-0.3 ist ein Supernovaüberrest in der Milchstraße, der möglicherweise zusammen mit dem Neutronenstern XMMU J172054.5-372652 durch eine Supernova vor 900–1000 Jahren entstanden ist – wobei röntgenspektroskopische Untersuchungen mit eRosita auf ein Alter von höchstens 700 Jahre hindeuten.
Nach seiner Entdeckung wurde das Objekt zunächst unzutreffend als entfernte Galaxie klassifiziert.